# Macrolepidoptera

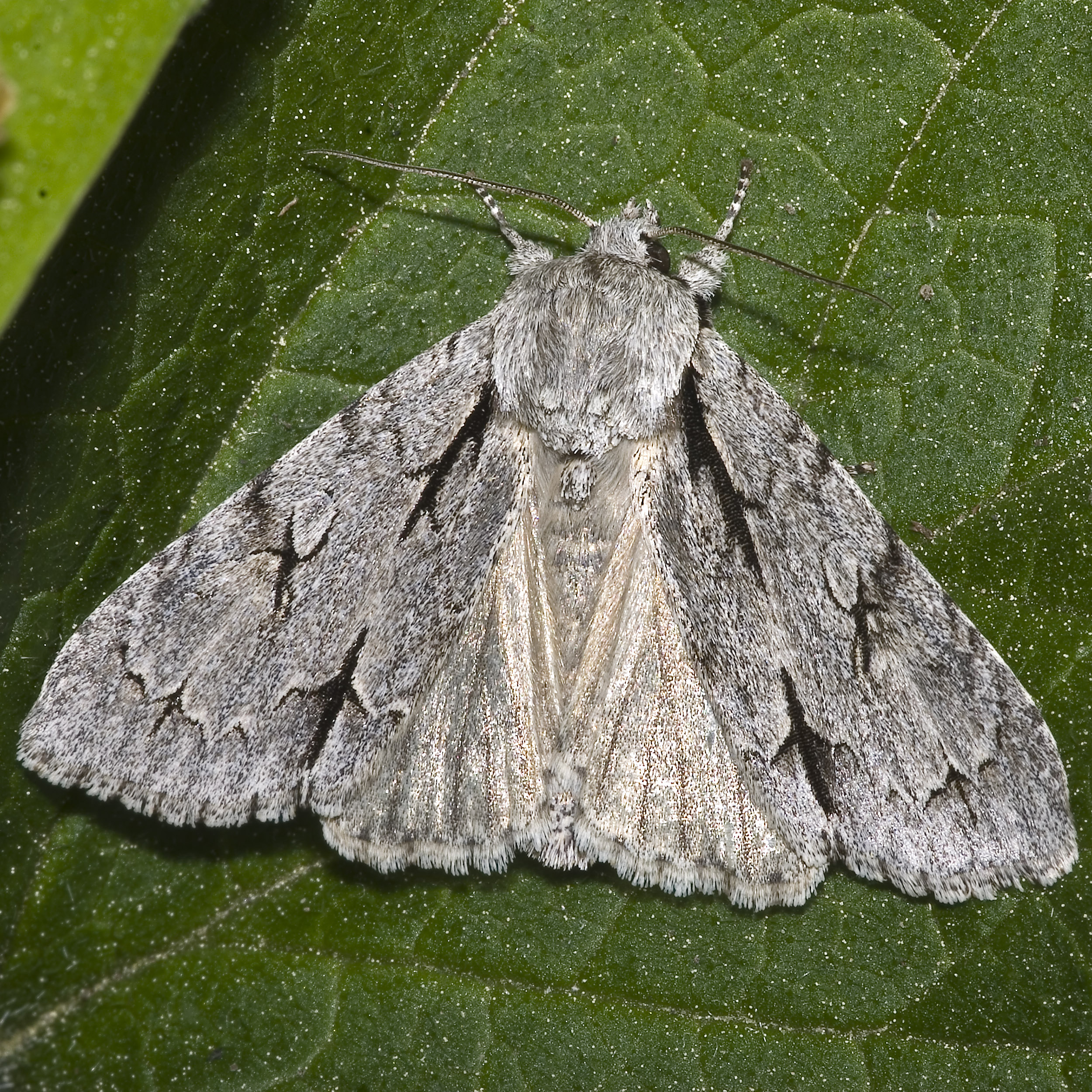
Acronicta

Macrolepidoptera é um grupo taxonômico ainda de uso formal instável criado na ordem Lepidoptera, que inclui diversas superfamílias de borboletas e mariposas de maior porte, em oposição ao agrupamento informal de pequenas mariposas dito Microlepidoptera.  A priori, o agrupamento foi criado pela praticidade, sendo considerado evolutivamente artificial. Mas diversos taxonomistas têm tentado formalizar Macrolepidoptera como uma subdivisão oficial de lepidópteros da infraordem Heteroneura, divisão Ditrysia, tornando-o monofilético pela organização de clados entre as superfamílias inclusas.
De acordo com o consenso mais recente, as seguintes superfamílias comporiam Macrolepidoptera:
- Mimallonoidea – traças
- Lasiocampoidea – taturanas e grandes mariposas
- Bombycoidea – bichos da seda e afins
- Noctuoidea – bruxas e mariposas
- Drepanoidea – drepanídeos
- Geometroidea – lagartas medidoras de palmos
- Axioidea – mariposas europeias douradas
- Calliduloidea – "borboletas-mariposas" do Velho Mundo
- Hedyloidea – "borboletas-mariposas" do Novo Mundo
- Hesperioidea – borboletas beija-flor
- Papilionoidea – borboletas

A importância do agrupamento pode ser ilustrada por sua diversidade, onde somente Geometroidea e Noctuoidea representam quase um quarto de todos Lepidoptera conhecidos.
Uma análise molecular propôs excluir as borboletas do agrupamento e mais algumas mariposas, de forma a estabilizar o agrupamento como um clado formal, que seria então chamado de "Macroheterocera". Esta proposta incluiria Mimallonoidea, Drepanoidea, Noctuoidea, Geometroidea, Lasiocampoidea e Bombycoidea.
Em suma, macrolepidópteros são um agrupamento informal taxonômico que tende a se oficializar para incluir a maioria das grandes mariposas, reunindo borboletas e grupos intermediários entre mariposas e borboletas em grupos a parte.